# Vjekoslav Afrić
Vjekoslav Afrić, né sur l'île de Hvar (Autriche-Hongrie, actuellement en Croatie) le 26 août 1906 et mort à Split (République socialiste de Croatie, en Yougoslavie) le 28 juillet 1980, est un acteur, réalisateur et scénariste yougoslave.

## Biographie
Avant la Seconde Guerre mondiale, Vjekoslav Afrić travaille comme comédien au Théâtre national croate à Split. Pendant la guerre, il milite dans les rangs des Partisans. Il écrit et réalise le premier long métrage de fiction d'après-guerre du pays, Slavica qui reste un film d'anthologie.
De 1947 à 1949, il enseigne à l'École de cinéma de Belgrade et en est recteur de 1963 à 1965. Puis il dispense son enseignement et est directeur de l'Académie d'art dramatique (sr) de cette ville.
Vjekoslav Afrić a vécu jusqu'à la fin de sa vie à Tribunj (en), près de la ville de Šibenik.

## Filmographie

### À la fois comme scénariste et réalisateur
- 1947 : Slavica
- 1949 : Barba Žvane (hr) (L'Oncle Žvane)
- 1952 : Hoja! Lero! (sr)

### Comme acteur
- 1946 : V gorakh Yugoslavii : Ivo / Djeneral Draza Mihajlovic
- 1951 : Major Bauk : Ucitelj
- 1963 : Operacija Ticijan : Ugo Bonacic
- 1963 : Dani

## Distinctions
- Médaille commémorative des Partisans de 1941 (sr)